# Austroeme femorata
Austroeme femorata är en skalbaggsart som beskrevs av Martins 1997. Austroeme femorata ingår i släktet Austroeme och familjen långhorningar. Inga underarter finns listade.